# مقاطعة ملارد
مقاطعة ملارد (بالفارسية: شهرستان ملارد) هي مقاطعة تقع في إيران في طهران. يقدر عدد سكانها بـ 291,608 نسمة .